# Henry Février
Henry Février (ur. 2 października 1875 w Paryżu, zm. 6 lipca 1957 tamże) – francuski kompozytor.

## Życiorys
Ukończył studia w Konserwatorium Paryskim, gdzie jego nauczycielami byli Raoul Pugno, Jules Massenet, Xavier Leroux i Gabriel Fauré. Studiował też w instytucie André Messagera, któremu później poświęcił swoją monografię André Messager: mon maître, mon ami (Paryż 1948).
W swojej twórczości muzycznej pozostawał pod wpływem Jules’a Masseneta, posługując się tradycyjnym językiem dźwiękowym.

## Ważniejsze kompozycje
(na podstawie materiałów źródłowych)

### Opery
- Le Roi aveugle (wyst. Paryż 1906)
- Monna Vanna (wyst. Paryż 1909)
- Gismonda (wyst. Chicago i Paryż 1919)
- La Damnation de Blanche-Fleur (wyst. Monte Carlo 1920)
- La Femme nue (wyst. Monte Carlo 1929)

### Operetki
- Agnés, dame galante (1912)
- Carmosine (1913)
- Ile désenchantée (1925)